# Justitia
Justitia è un film muto del 1919, sceneggiato, prodotto e diretto da Ferdinand Guillaume, meglio conosciuto come attore con il nome d'arte di Polidor.

## Trama
La principessa Astrea prende possesso del castello di san Germano ma subito scopre che l'erede Michele di san Germano è ancora in vita, vittima delle losche manovre del perfido barone Max che cerca di insidiare la sorella Jole.